# Pont de la Rivière-Forty-Five-No 1
Le pont de la Rivière-Forty-Five-No 1 (anglais : Forty Five River No.1 Bridge) est un pont couvert ayant une structure en treillis de type Howe traversant la rivière Forty Five à la limite du parc national de Fundy, au sud-ouest du Nouveau-Brunswick.

## Caractéristique
Le pont de la Rivière-Forty-Five-No 1 est situé sur le chemin Forty Five à 7,7 km au nord du village d'Alma, sur une route délimitant le parc national de Fundy.
Il a une longueur de 28,7 m.